# Брунелли, Джованни
Джованни Брунелли (итал. Giovanni Brunelli; 23 июня 1795, Рим, Папская область — 21 февраля 1861, Озимо, Папская область) — итальянский куриальный кардинал. Заместитель секретаря Священной Конгрегации по чрезвычайным церковным делам с 24 марта 1834 по 24 ноября 1837. Секретарь Священной Конгрегации по чрезвычайным церковным делам с 24 ноября 1837 по 30 января 1843. Секретарь Священной Конгрегации экзаменации епископов с 1841 по 1847. Секретарь Священной Конгрегации Пропаганды Веры с 30 января 1843 по 13 апреля 1847. Титулярный архиепископ Фессалоник с 23 мая 1845 по 15 марта 1852. Апостольский делегат в Испании с 13 апреля 1847 по 1 сентября 1848. Апостольский нунций в Испании и легат a latere с 1 сентября 1848 по 7 марта 1853. Префект Священной Конгрегации образования с 23 июня 1854 по 18 сентября 1856. Епископ-архиепископ Озимо и Чинголи с 18 сентября 1856 по 21 февраля 1861. Кардинал in pectore с 15 марта 1852 по 7 марта 1853. Кардинал-священник с 7 марта 1853, с титулом церкви Санта-Чечилия с 22 декабря 1853.